# Richard Parkinson

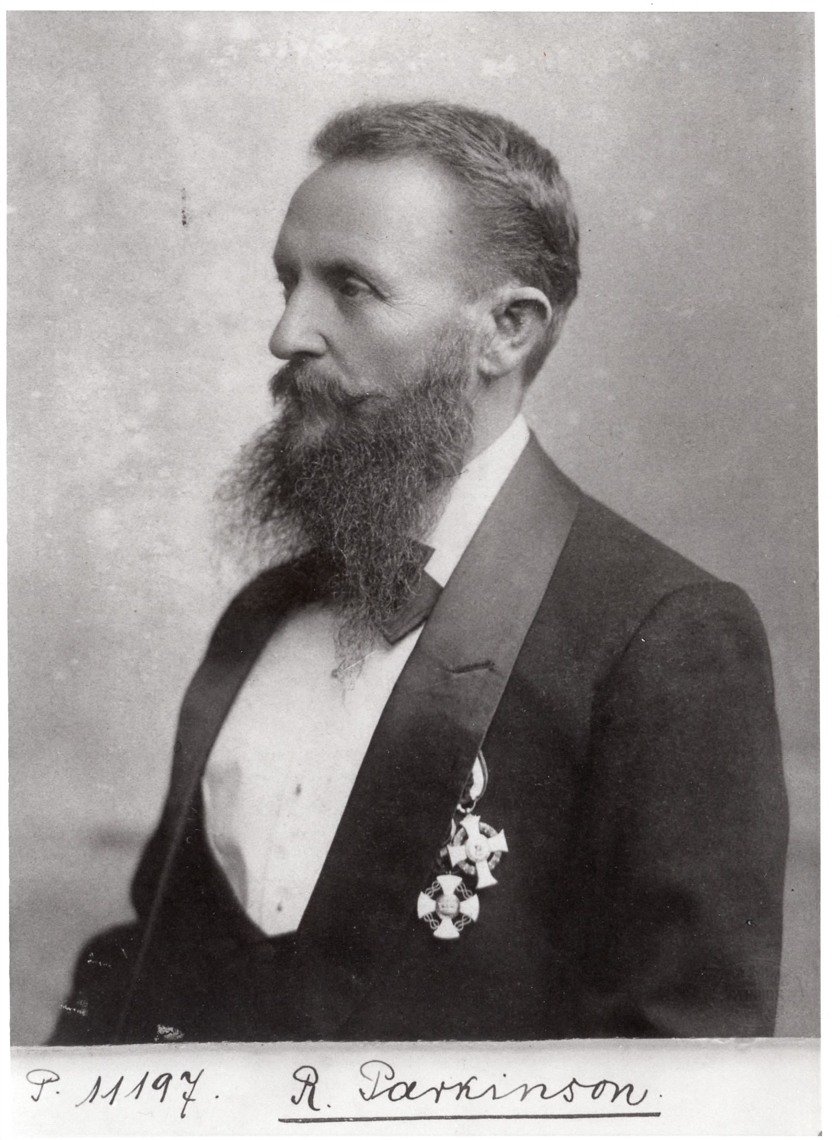
Richard Parkinson, vor 1906, mit seinen sächsischen und württembergischen Orden.

Richard Robert Heinrich Parkinson (* 13. November 1844 in Augustenborg auf der Insel Alsen, Dänemark; † 24. Juli 1909 auf Kuradui, Neubritannien, heute in Papua-Neuguinea) war ein deutscher Südseeforscher, ethnographischer Sammler und Kolonist.

## Biographie

### Herkunft und Ausbildung
Wer der Vater von Richard Parkinson war, ist ungeklärt. Als gesichert kann gelten, dass Christian August Herzog von Schleswig-Holstein-Sonderburg-Augustenburg eine Affäre mit der Schustertochter Luise Sophie Caroline Brüning, Parkinsons Mutter, hatte. Diese heiratete am 9. Oktober 1844 Richard H. R. Parkinson (* 1815 in Newmarket, England), Gestütsleiter des Herzogs. Da sie bei der Eheschließung schwanger war, wurde kolportiert, der Herzog habe diese Ehe arrangiert, um von der eigenen Vaterschaft abzulenken. In der Folge zog Luise Parkinson ihren Sohn allein groß. Ob der Bräutigam unmittelbar nach der Hochzeit oder später Augustenburg verließ, ist nicht eindeutig geklärt. Herzog Christian August hatte sich nach der fehlgeschlagenen Schleswig-Holsteinischen Erhebung 1852 in die Verbannung auf sein niederschlesisches Rittergut Primkenau zurückgezogen.
Für die Vaterschaft des Herzogs spricht, dass die Prinzessinnen von Augustenburg dem jungen Parkinson eine Schulbildung und später eine Ausbildung zum Lehrer auf dem Seminar in Tondern, die er um 1866 abschloss, ermöglicht haben.

### Frühe Jahre und Wechsel in die Südsee
Ab 1866 arbeitete Parkinson als Lehrer auf der britischen Insel Helgoland. Er war sehr musikalisch, gründete einen Gesangsverein und schrieb Theaterstücke, die er in dem kleinen Theater der Insel selbst inszenierte und auch Rollen übernahm. Auf Helgoland lernte Parkinson den Hamburger Kaufmann Cesar Godeffroy und seinen Agenten Johann Kubary kennen und erhielt durch sie eine Anstellung als Plantagenleiter auf Samoa.
Im Jahr 1875 ging er als Vertreter des Hamburger Handelshauses J.C. Godeffroy & Sohn nach Samoa, wo er 1879 Phoebe (bzw. Phebe) Coe (1863–1944) heiratete. Diese war die Schwester von Emma Forsayth-Coe, später bekannt als Queen Emma, und stammte somit wie diese aus der samoanischen Herrscherfamilie (Malietoa). Ab Ende 1881 unterstützte Parkinson seine Schwägerin von ihrem Anwesen auf der Insel Mioko aus beim Landkauf von örtlichen Häuptlingen auf der Gazelle-Halbinsel und bei der Einrichtung einer großen Kokos- und Kakaoplantage um Kokopo (damals Herbertshöhe). 1882 übernahm er die Leitung ihrer Unternehmungen auf der Insel und siedelte mit seiner Frau nach Neupommern (Neubritannien) über, wo sie selbst Pflanzungen von Kokospalmen und Baumwolle anlegten. Das Paar hatte insgesamt zwölf Kinder. Darunter war Helene Blanche (Nellie) Parkinson (1883–1933), die am 12. Januar 1901 den deutschen Carl Wilhelm Heinrich Diercke (1872–1915) ehelichte, den Sohn des Pädagogen und Kartographen Carl Diercke (1842–1913), der als Herausgeber des Diercke-Schulatlas Bekanntheit erlangte.

### Hinwendung zur Wissenschaft

Richard Parkinson mit einem seiner Söhne

Parkinsons Interesse hatte während seines Aufenthalts in der Südsee stets auch der Naturwissenschaft und der Ethnographie gegolten. Bereits in der Zeit seiner Tätigkeit für J.C. Godeffroy & Sohn hatte er begonnen, ethnographische Artefakte zu sammeln. Anfang der 1880er Jahre hatte er dann zusammen mit dem Mann seiner Schwägerin, dem Australier Thomas Farrell, Handelsreisen im Bismarck-Archipel und in den Salomonen genutzt, um fast 5000 Artefakte zu erwerben, die sie an das Australian Museum verkauften.
Nach der deutschen Annexion des Bismarck-Archipels und der nördlichen Salomonen zwischen 1884 und 1885 trat Parkinson kurzzeitig in den Dienst der Neuguinea-Kompanie. Er wurde im Verwaltungsdienst der neuen Kolonie tätig, da er davon ausging, dass er hier, ähnlich wie in seiner Tätigkeit für J.C. Godeffroy, für seine Sammelaktivität Unterstützung finden würde. Dies war jedoch nicht der Fall, und Parkinson kehrte in den Dienst der Firma E. E. Forsayth zurück. Obwohl seine Sammlungen und die Verkäufe an Museen finanziell lukrativ waren und einen Beitrag zur Expansion ihrer Unternehmungen leisteten, missbilligte Emma Forsayth-Coe Parkinsons Tätigkeiten. Im Oktober 1891 gab er daher seine Tätigkeit als Pflanzer auf und betätigte sich nunmehr hauptsächlich als Ethnologe und Autor. Zugleich verlagerte er seine Geschäftsbeziehungen von australischen auf europäische Museen, da er neben finanzieller Entlohnung auch weitere Anerkennung, etwa in Form von Ordensverleihungen, anstrebte.
1893 reiste er nach Deutschland, wo er Kontakte zu Museen und wissenschaftlichen Sammlungen knüpfte, um seine Sammelobjekte aus dem pazifischen Raum zu vermarkten. Bei dieser Gelegenheit traf er mit Mitgliedern des Augustenburger Hauses zusammen.
Adolf Bernhard Meyer, Direktor der ethnographischen und naturwissenschaftlichen Sammlungen in Dresden, wurde Parkinsons erster Geschäftspartner und er lieferte in der Folge 700 Artefakte und mehrere Schädel an die Dresdner Institution. In Anerkennung hierfür erhielt er 1897 das Ritterkreuz des sächsischen Albrechts-Ordens I. Klasse. Ein Austausch mit Karl von Linden in Stuttgart führte zu einer Schenkung von 165 Artefakten, wofür er 1904 mit dem Ritterkreuz des württembergischen Friedrichs-Ordens ausgezeichnet wurde.
Aus Parkinsons Sicht weniger erfolgreich entwickelten sich jeweils die Handelsbeziehungen zwischen ihm und dem Leitungspersonal weiterer europäischer Museen. So folgten dem Austausch mit dem ehemaligen Direktor des Godeffroy-Museums, Johannes Dietrich Eduard Schmeltz, nun Direktor des Reichsmuseums für Völkerkunde in Leiden (heute: Wereldmuseum Leiden), mit dem Museum in Wien unter der ethnographischen Leitung von Franz Heger und mit den Berliner Kuratoren Adolf Bastian und Felix von Luschan keine weiteren Überlassungen und folgerichtig von Seiten der Regierungen auch keine weiteren Ordensverleihungen.
Trotz dieser Misserfolge blieb Parkinson weiterhin in naturwissenschaftlichen und ethnografischen Sammeltätigkeiten tätig. 1896 war er für die Berliner Kolonialausstellung engagiert. Zusammen mit seiner Frau Phebe warb er Melanesier, darunter auch den Häuptling Pero ToKinkin, für die Teilnahme an der Ausstellung an und sorgte für Material und Gerätschaften, die auf der Ausstellung präsentiert wurden. Im gleichen Jahr besuchte ihn der Zoologe Friedrich Dahl auf der Ralum Plantage.
In der Folge unternahm Parkinson größere und kleinere Reisen, so etwa auch mit dem deutschen Vermessungsschiff Möwe durch den Bismarck-Archipel, zu den Salomon-Inseln, nach Neuguinea und Bougainville, zu dieser Zeit als Kolonien Teil der Deutschen Schutzgebiete in der Südsee. Unter anderem begleitete er 1899 Robert Koch auf seinen Forschungsreisen zur Malaria und Frambösie in Neuguinea.
Um die Jahrhundertwende umfasste Parkinsons Sammlung etwa 2000 Objekte, die er in einem provisorischen Museum in Ralum für örtliche Kolonialbewohner und Besucher ausstellte. Viele seiner Stücke waren bereits in dieser Zeit einzigartig als Relikte für die örtliche Tolai-Gesellschaft.
Kurz darauf erkrankte Parkinson, was seine Reise-, Forschungs- und Sammleaktivitäten zunehmend einschränkte, sodass seine Frau diese immer mehr in Eigenregie übernahm. Die Korrespondenz verfasste allerdings weiterhin er, sodass der Beitrag seiner Frau zunächst nicht bekannt wurde.
Obwohl diese Sammlung ihm möglicherweise weitere staatliche Auszeichnungen eingebracht hätte, war Parkinson nun wegen seines sich verschlechternden Gesundheitszustand zum Verkauf bereit. Er bot etwa 1500 Artefakte verschiedenen deutschen Museen zum Preis von 10000 Mark an. Obwohl die Summe für eine solche Sammlung durchaus üblich war, bekundeten die deutschen Museen kein Interesse, sodass letztlich das Field Museum of Natural History in Chicago den Zuschlag für fast 3000 Objekte von Richard und Phebe Parkinson erhielt. Kurz bevor die Chicago-Zahlung für seine Sammlung im Bismarck-Archipel eintraf, verstarb Richard Parkinson am 24. Juli 1909 nach längerer Krankheit. Er wurde auf dem Familienfriedhof in Kuradui beigesetzt, wo sein Grab erhalten ist.

### Tätigkeit als Autor
Parkinson verfasste zu seinen Forschungsgebieten, zum Beispiel auch zum Kannibalismus, ein umfangreiches schriftliches Werk.

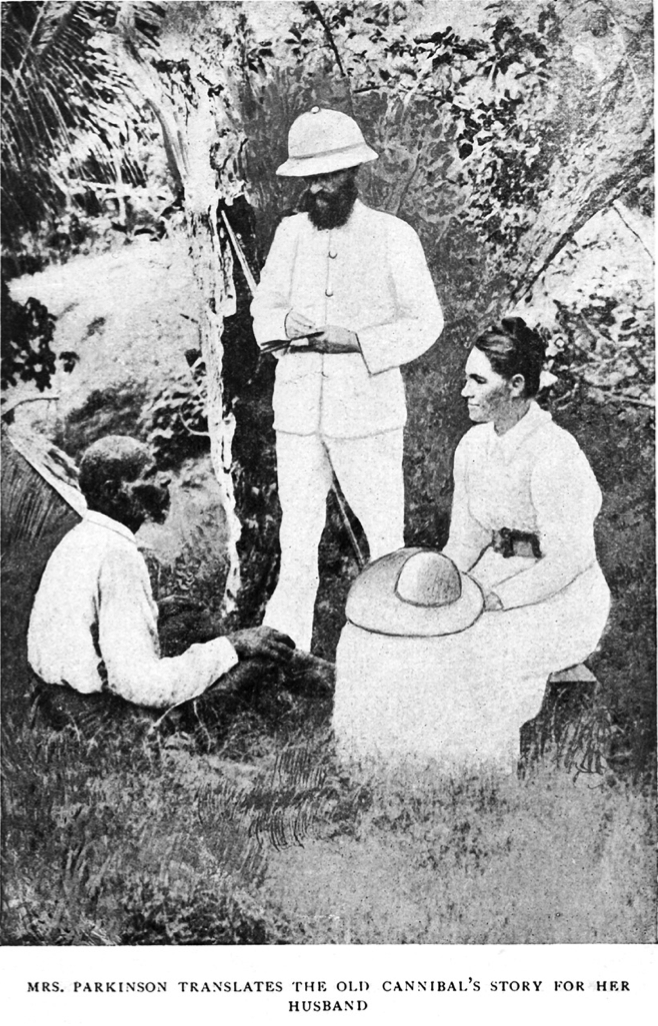
Phebe Parkinson übersetzt für ihren Mann

Sein Hauptwerk Dreißig Jahre in der Südsee erschien in mehreren Auflagen (zuerst 1907 und 1911 herausgegeben von Bernhard Ankermann, dann 1926 bearbeitet von August Eichhorn). Es beschreibt ausführlich Neupommern mit den Inselgruppen Neulauenburg (Duke-of-York-Inseln), Neumecklenburg (Neuirland) und Neuhannover (Lavongai), St.-Matthias-Inseln, die Admiralitätsinseln und die deutschen Salomon-Inseln, sowie Geheimbünde, Totemismus, Masken und Maskentänze, Sagen und Märchen der Region und die Sprachen der einheimischen Bevölkerung. Ein Großteil der Recherche zu diesem Werk wurde von Parkinsons Frau Phebe durchgeführt, da Parkinson selbst keine der Sprachen der Ureinwohner beherrschte.

### Benennungen
Auf Buka wurde eine Bergkette im Westen der Insel Parkinson Range benannt. Weiterhin heißt ein kleines Kap etwa 5 km nordwestlich von Kokopo Parkinson Point.

## Schriften
- Im Bismarckarchipel. Erlebnisse und Beobachtungen auf der Insel Neu-Pommern. Brockhaus Verlag, Leipzig 1887, S. 154, (Digitalisat).
- Beiträge zur Kenntnis des deutschen Schutzgebietes in der Südsee. In: Mitteilungen der Geographischen Gesellschaft in Hamburg. Band VII, 1887, ZDB-ID 2642704-7, S. 201–283 (Digitalisat).
- Beiträge zur Ethnographie der Matty- und Durourinseln. In: Internationales Archiv für Ethnographie = Archives internationales d'éthnographie. Band IX, 1896, S. 195–232 (Digitalisat).
- Zur Ethnographie der Ongtong, Java- und Tasmaninseln. In: Internationales Archiv für Ethnographie = Archives internationales d'éthnographie. Band X, Nr. 6, 1897, ZDB-ID 543222-4, S. 104 & 137 (Digitalisat).
- Die Volksstämme Neupommerns. In: Abhandlungen und Berichte des Königl. Zoologischen und Anthropologisch-Etnographischen Museums zu Dresden. Band 8, Nr. 5, 1899, ZDB-ID 502418-3 (biodiversitylibrary.org).
- Zur Ethnographie der nordwestlichen Salomo Inseln. In: Abhandlungen und Berichte des Königlichen Zoologischen und Anthropologisch-Etnographischen Museums zu Dresden. Band 7, Nr. 6, 1898 (biodiversitylibrary.org).
- mit A. B. Meyer: Papuaalbum. 2 Bände. Dresden 1894–1900.
- Dreißig Jahre in der Südsee. Land und Leute, Sitten und Gebräuche im Bismarckarchipel und auf den deutschen Salomoinseln. Herausgegeben von Dr. B. Ankermann, Direktorial-Assistent am königlichen Museum für Völkerkunde zu Berlin. Strecker & Schröder, Stuttgart 1907. (online); Neuausgabe ebenda 1911; 2. Auflage, bearbeitet und herausgegeben von Prof. Dr. August Eichhorn, ebenda 1926.
- Aberglaube und Zauberwesen der Südseeinsulaner. Ensslin & Laiblin, Reutlingen 1932.